# Jorge Juan Augusto Contreras
Jorge Juan Augusto Contreras, conocido popularmente como Padre Contreras (San José, Guaymallén, Mendoza, Argentina, 27 de abril de 1925 - Godoy Cruz, Mendoza, 24 de agosto de 2008) fue un maestro, docente universitario y sacerdote argentino reconocido por su labor y compromiso social en la comunidad mendocina.

## Sus primeros años
Nació en San José, departamento Guaymallén, Mendoza, Argentina el 27 de abril de 1925 de una familia de origen humilde: su padre Juan Ramón era maestro y su madre Felipa Augusta (por quién recibió uno de sus nombres) era ama de casa.
Durante su infancia tomó contacto con los más pobres, mientras crecía en Campo Los Andes, Mendoza. Hizo toda su escuela primaria y secundaria en el Colegio Normal Tomás Godoy Cruz de la ciudad de Mendoza, donde obtuvo el título de maestro. Durante un muy breve periodo trabajó como Director Maestro de la Escuela de Polvaredas situada en la zona cordillerana del Departamento Las Heras. Luego estudió en la Facultad de Filosofía y Letras de la Universidad Nacional de Cuyo en Mendoza, donde recibió el título de Profesor de Geografía e Historia.

## Llamado al sacerdocio
Su necesidad de responder al llamado de Cristo junto a entregar sus esfuerzos para ayudar a los más necesitados debió, sin embargo, esperar hasta 1954 cuando pudo dejar su padre (ciego por aquel entonces) al cuidado de su hermano menor, a quien primero le permitió terminar sus estudios de medicina antes de ingresar al seminario.
Por lo tanto se ordenó como sacerdote habiendo cursado en el seminario mayor de la ciudad de Córdoba durante 1962, y a su regreso a la provincia fue destinado a trabajar donde más se sentía llamado.

## Actividad pastoral y social
Entre otros destinos breves durante la década de 1960, durante prácticamente toda la década de 1970 cumplió funciones como vicario parroquial de la humilde Vicaría San Pablo, ubicada en el barrio Santa Elvira de Guaymallén. 
A lo largo de la década de 1970 también se dedicó a la defensa de los derechos humanos de personas detenidas por distintos motivos, lo que le valió no pocas veces terminar él mismo detenido por requerir la liberación de algún preso. A pesar de ello, no se tiene constancia (ni existen declaraciones del sacerdote al respecto) de que haya sido víctima de violaciones a los derechos humanos por parte de las autoridades.
Desde 1974 hasta 1976 fue profesor en el Centro Educativo de Nivel Secundario Nro 26 "Escuela Sindical Bancaria" Dirección Nacional de Educación del Adulto, dictando Filosofía. 
Posteriormente en 1981 fue designado cura párroco de la parroquia Nuestra Señora del Rosario de la Villa Tulumaya, cabecera del departamento Lavalle, desde donde también realizó una importante labor social no solo en el pueblo, sino a lo largo del desierto lavallino, donde habitan grupos importantes de huarpes en la zona "de las lagunas" del Rosario (o Guanacache, según su nombre huarpe).
En 1991 fue destinado a una de las zonas más humildes y con mayores necesidades humanas y sociales del Gran Mendoza, el barrio La Gloria de Godoy Cruz, donde además de hacerse cargo de la parroquia Virgen Peregrina debió trabajar duramente por la promoción social de sus habitantes. Entre sus aportes a esta comunidad deben incluirse también trabajos de cultura popular, como alentar la formación de la murga "Los Gloriosos Intocables" y permitir que el grupo ensayara en las instalaciones parroquiales.
En 1995 fue asignado por el arzobispo de Mendoza, Monseñor José María Arancibia como capellán de la Penitenciaría Provincial, y además del apoyo pastoral a los presos, debió participar en numerosas gestiones para mejorar las condiciones de los mismos, aunque también fue requerida su intervención como mediador en el conocido motín vendimial del 3 de marzo de 2000 dado que tanto el gobierno como los presos amotinados lo consideraban confiable y de palabra.

## Sus últimos años
En los últimos años el padre Contreras fue galardonado por diversas entidades públicas y privadas reconociendo su importante labor social en Mendoza. Uno de estos reconocimientos se produjo en el año 2007, en el cual el Consejo Superior de la UNCuyo, en Mendoza lo nombró doctor honoris causa "como reconocimiento a su trayectoria y a su íntimo compromiso con los sectores más desprotegidos de la sociedad, trabajando junto a los que más lo necesitan". 
Finalmente, desde comienzos de 2008 el sacerdote padecía de varios males, incluyendo una insuficiencia respiratoria y un cáncer de próstata que le valieron pasar buena parte del año internado, hasta que en agosto de 2008 debió ser nuevamente trasladado al Hospital del Carmen de Godoy Cruz por una nueva insuficiencia respiratoria que causó su deceso.

## Legado y reconocimiento popular
Su principal legado es la promoción social activa de los más desprotegidos y la importante cantidad de entidades sociales e incluso culturales (asociadas o no a la Iglesia Católica) que ayudó a desarrollar para este fin.
A su fallecimiento tanto representantes políticos y sociales de todas las tendencias, así como la propia comunidad dejaron registradas amplias muestras de afecto y dolor por su pérdida.
La Secretaría de Extensión Universitaria de la UNCuyo creó en noviembre de 2008 el Programa Padre Jorge Contreras, que recoge en acciones de promoción humana el legado de éste gran defensor de los Derechos Humanos en Mendoza.
En noviembre de 2011, el Gobierno de la Provincia de Mendoza decide homenajear al cura de los pobres imponiéndole su nombre a la Terminal de Ómnibus de la ciudad de Mendoza.